# Ulica Krzywe Koło w Warszawie

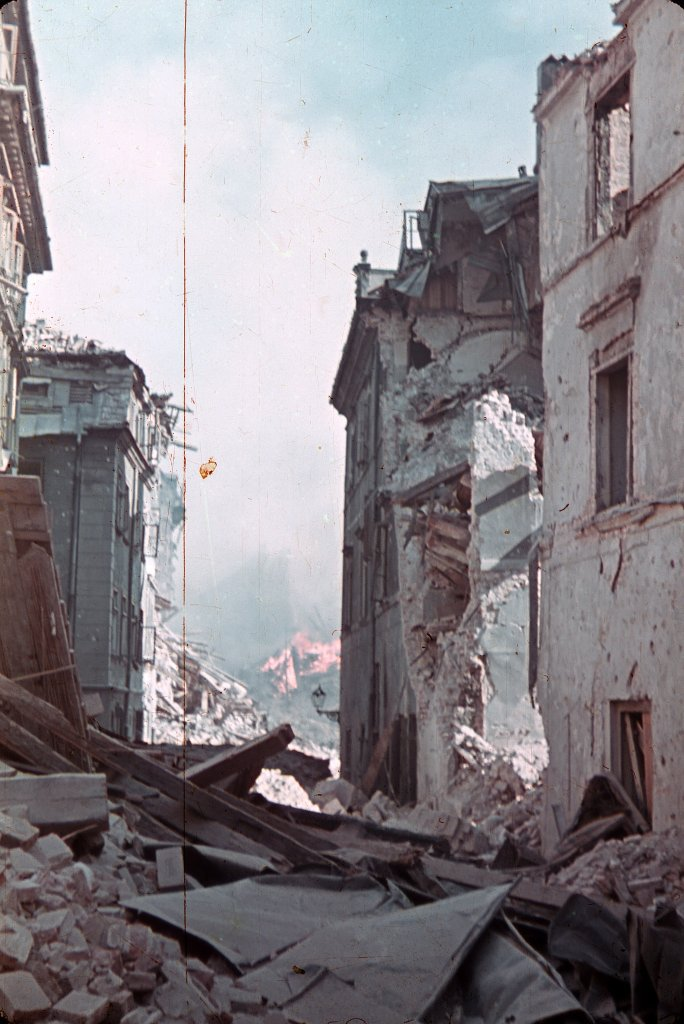
Ulica w czasie powstania warszawskiego, sierpień 1944

Ulica Krzywe Koło w Warszawie – jedna z ulic warszawskiego Starego Miasta, biegnąca od Rynku Starego Miasta do ul. Nowomiejskiej. 
Nazwa ulicy pochodzi od załamania pod kątem prostym jej biegu, warunkowanego przebiegiem murów obronnych.

## Historia
Wytyczona około 1300 i wzmiankowana jako Curvae Rotae, Curva Rota, Crzive Colo ulica Krzywe Koło była początkowo uliczką gospodarczą dla posesji umiejscowionych przy Rynku Starego Miasta. Zabudowę jej nieparzystej, przyrynkowej pierzei stanowiły oficyny i zabudowania gospodarcze. Tu w pierwszej połowie XIV wieku powstał pierwszy murowany dom w Starej Warszawie, będący zapewne siedzibą wójta. Jego pozostałości odnaleziono w piwnicach kamienicy Benońskiej pod nr. 6, której pierwszym właścicielem był wzmiankowany po 1499 krawiec Biały Xiądz. 
Według legendy w piwnicy jednej z kamienic przy Krzywym Kole mieszkał Bazyliszek.
Po 1379 u zbiegu ulic Krzywe Koło i Brzozowej wybudowano Wieżę Marszałkowską zwaną też Okrągłą. Pozostała zabudowa jeszcze w XV wieku była wyłącznie drewniana; u zbiegu z ul. Nowomiejską rozciągał się ogród. Pierwsze murowane, późnogotyckie kamieniczki powstały przy ulicy dopiero w XVI wieku.
Po wielkim pożarze Starej Warszawy w 1607 domy odbudowano, nadając kamienicom cechy późnego renesansu i wczesnego baroku. Obiekty te liczyły zazwyczaj po dwie kondygnacje, po 1700 nierzadko trzy. Północna pierzeja długo była zabudowana domostwami drewnianymi, dopiero w XVIII wieku powstały przy niej murowane kamieniczki.
Mieszkańcami Krzywego Koła w średniowieczu byli drobni cechowi rzemieślnicy. W 1566 odnotowano istnienie browaru na posesji nr 1.
Od 1647 w kamienicy nr 14 znajdowały się poczta i zajazd wozów pocztowych. Była to pierwsza poczta w Warszawie. Kamienica nr 6 w 1652 przeszła we władanie benonitów, którzy urządzili w niej działającą niemal przez 200 lat szkołę dla sierot.
W drugiej połowie XVII wieku rozpoczął się proces stopniowej zabudowy uliczki przymurnej na tyłach zabudowań parzystej pierzei ulicy. W XVIII wieku mieszkańcami ulicy byli m.in. podkomorzy warszawski Stanisław Sobolewski, Jakub Florian Narzymski – wojewoda pomorski; Jan Stefani – muzyk, Andrzej Le Brun – królewski rzeźbiarz. Pod nr. 2 mieściła się pierwsza w Warszawie sztycharnia nut, należąca do kompozytora Jana Engela. W końcu XVIII i na początku XIX wieku w kamienicach przy Krzywym Kole mieściły się liczne drukarnie.
Pauperyzację ulicy przyniósł wiek XIX. Co prawda zamieszkiwał wtedy przy Krzywym Kole m.in. znany warszawski cukiernik Karol Wedel, jednak domy w tym czasie nadmiernie nadbudowano, pozbawiając ich przy tym wszelkiego wystroju fasad. Działały tu wówczas liczne drukarnie, a znaczny odsetek ludności Krzywego Koła stanowili w tym czasie Żydzi, parający się handlem i drobnym rzemiosłem.
Począwszy od lat 20. XX w. przy Rynku Starego Miasta wyremontowano pierwsze kamienice dla potrzeb Muzeum Dawnej Warszawy (obecnie Muzeum Warszawy). W latach 30. XX w. kompleks muzealny wchłonął też kamienice przy Krzywym Kole, jednak wybuch II wojny światowej przeszkodził w zakończeniu prac. Zagładę ulicy przyniósł 1944. Ocalały tylko domy 7 i 9, wyremontowane krótko przed wybuchem wojny i wyposażone w ogniotrwałe stropy.
Pozostałą zabudowę ulicy rozebrano po wojnie, rekonstruując następnie w latach 1952–56 tylko domy frontowe, z licznymi błędami i zmianami w stosunku do stanu sprzed zniszczenia. Na powstałym podwórzu w okresie powojennym utworzono lapidarium Muzeum Historycznego m.st. Warszawy. W odbudowanych według projektu Stanisława Żaryna kamienicach 7, 9 i 11 mieści się Archiwum Państwowe w Warszawie.
W latach 1955–1962 przy ulicy działał Klub Krzywego Koła.

## Ważniejsze obiekty
- Archiwum Państwowe w Warszawie (nr 7)
- Instytut Słowacki w Warszawie (nr 12/14a)